# Les Garçons et Guillaume, à table!
Les Garçons et Guillaume, à table! (bra: Eu, Mamãe e os Meninos; prt: A Mamã, os Rapazes e Eu!) é um filme autobiográfico de comédia francês escrito, dirigido e estrelado por Guillaume Gallienne. Baseado na sua peça teatral homônima, o filme segue Guillaume como um menino enquanto ele desenvolve sua própria identidade e seu relacionamento com sua mãe.
O filme estreou no Festival de Cannes de 2013, e nos cinemas de toda a França em 20 de novembro de 2013. Em janeiro de 2014, o filme foi indicado a dez categorias no César e dessas, venceu cinco, incluindo Melhor Filme e Melhor Primeiro Filme.

## Enredo
Em um teatro, Guillaume (Guillaume Gallienne) conta como sua vida se desenvolveu na juventude. Como um menino afeminado, sua mãe casualmente descarta suas travessuras. Quando ele pede para aprender espanhol, sua mãe o manda para La Línea de la Concepción, na Espanha. Lá ele fica com Paqui (Nanou Garcia), uma espanhola que não sabe falar francês. Enquanto eles tentam se comunicar desajeitadamente, ela sugere ensiná-lo a dançar a sevilhana. Tornando-se proficiente, Guillaume dança em um festival local, mas é alvo de risos. Alheio ao porquê, ele pede a uma mulher chamada Pilar para dançar com ele. Ela educadamente se recusa, explicando a ele que ele dança como uma garota. Ele pergunta se ela acha que ele se parece com uma garota. Ela concorda e ele comenta alegremente que sua mãe ficaria encantada.
Fascinado pela mãe, Guillaume imita a voz dela para a cozinheira da família e sua avó, Babou (Françoise Fabian). Seu pai, no entanto, está insatisfeito com o comportamento de seu filho. Depois de pegá-lo fingindo ser Sissi, imperatriz da Áustria, ele manda Guillaume para um internato só para meninos. Incapaz de resistir às constantes provocações, Guillaume escreve um apelo ao pai. Após uma avaliação psiquiátrica, seus pais decidem transferi-lo para um internato inglês.
Guillaume se diverte em sua nova escola, um lugar onde ele não é mais julgado por sua personalidade. Ele desenvolve uma atração por um estudante chamado Jeremy (Charlie Anson), mas fica com o coração partido quando vê Jeremy fazendo sexo com uma garota. Enquanto sua mãe tenta consolá-lo, ela inadvertidamente deixa escapar que ele é homossexual; um pensamento que inicialmente não lhe ocorreu. Ele ganha isenção de seu serviço no Exército por causa de sua "fragilidade".
Após uma série de sessões de psicoterapia, Guillaume decide visitar um spa bávaro para relaxar. Lá, ele recebe uma dolorosa massagem esportiva de Raymund (Götz Otto) e uma inesperada colonterapia de Ingeborg (Diane Kruger). Ainda em conflito com sua sexualidade, ele é aconselhado por sua tia a experimentar. Durante sua primeira tentativa, ele se apresenta a um homem chamado Karim (Reda Kateb) em uma boate e o segue para casa. No apartamento de Karim, ele encontra dois outros homens esperando para matá-lo. Ele escapa depois que Karim percebe que ele não é árabe. Em sua segunda tentativa, ele conhece um homem "bem-dotado" e entra em pânico.
Eventualmente, Guillaume conhece uma mulher chamada Amandine no jantar de um amigo. Ele se apaixona e eles ficam noivos. Ao abordar o assunto para sua mãe, ela começa a questionar a sexualidade dele novamente. Guillaume percebe, enfim, que ela acha isso difícil de aceitar pois teme perdê-lo para outra mulher.

## Elenco
- Guillaume Gallienne como Guillaume/Mãe
- André Marcon como o Pai
- Françoise Fabian como Babou
- Nanou Garcia como Paqui
- Diane Kruger como Ingeborg
- Reda Kateb como Karim
- Götz Otto como Raymund
- Françoise Lépine como a réplica teatral da Mãe
- Brigitte Catillon como a tia norte-americana
- Carol Brenner como a tia multilíngue
- Charlie Anson como Jeremy
- Hervé Pierre como o psiquiatra do Exército

## Produção
Oriundo da sua peça de teatro homônima de 2008, no Théâtre de l'Ouest Parisien, o roteiro foi adaptado por Gallienne com a ajuda da atriz Claude Mathieu e de seu marido, Nikolas Vassiliev. O filme foi produzido pela LGM Productions, Rectangle Productions, e pela Gaumont. As filmagens ocorreram em Paris em julho de 2012.
Em uma entrevista de 2014 para o The Guardian, Gallienne explicou como o conceito veio a ele durante uma sessão de terapia, expressando como ele "se tornou o elo de ligação para todas as anedotas separadas no quebra-cabeça da minha vida; como se todos os anos de confusão, de repente, fizessem sentido." Em uma entrevista para o Le Monde, Gallienne disse que quando ele era jovem tinha um "jeito afeminado", dando a impressão de que era homossexual. O título original do filme em francês, que em tradução literal significa "Meninos e Guillaume, à mesa!", vem de uma frase que sua mãe usava quando chamava os filhos para uma refeição, que Gallienne sugeriu ser um meio de diferenciar ele e seus irmãos "mais masculinos".
A peça foi traduzida para o alemão por Karolina Fell e foi apresentada em Berlim em 2016, com o título de "Maman und ich". O papel de Guillaume foi interpretado por André Fischer e o espetáculo foi dirigido por Alexander Katt.

## Recepção
As críticas de Les Garçons et Guillaume, à table! foram geralmente positivas, com uma nota média de 3,9/5 no AlloCiné baseada em 23 resenhas. Stephen Dalton, do The Hollywood Reporter, descreveu o filme como "doce e ensolarado, e descaradamente sentimental em algumas partes", com "tons de Pedro Almodóvar". O crítico da Variety, Peter Debruge, chamou-o de "filme autodepreciativo que agrada multidões", e considerou Gallienne uma "versão de cabelo cacheado do comediante americano Tony Hale". Os críticos elogiaram particularmente o desempenho de Gallienne no filme. Cyrille Latour, da revista francesa Les Fiches du cinéma, descreveu o filme como uma "mistura notável de humor, ternura e crueldade". Comparações foram feitas entre o papel de Galliene como sua mãe e a atuação de Dustin Hoffman no filme de 1982 Tootsie. No entanto, Julien Kojfer, da L'Obs, criticou o filme por conter inúmeras caracterizações clichês dentro do enredo.
Escrevendo para a Slate, Charlotte Pudlowski disse que o filme era socialmente relevante em uma época que a questão do casamento entre pessoas do mesmo sexo estava sendo discutida na França, e afirmou que "havia algo muito único na história do filme sobre um menino que pensa que é uma menina, uma família que acredita que ele é gay, e que eventualmente se casa com uma jovem." Pudlowski também observou que, embora trate de temas semelhantes, o filme não é tão sexualmente explícito como o vencedor da Palma de Ouro de 2013, La vie d'Adèle.
Les Garçons et Guillaume, à table!, arrecadou US$ 22.479.449 apenas na França e cerca de US$ 24 milhões mundialmente. O filme tornou-se a quinta melhor estreia cinematográfica de 2013 na França, estreando no topo das bilheterias do país e vendendo 69.342 ingressos na sua primeira semana. O filme foi exibido na Quinzena dos Realizadores no Festival de Cannes de 2013, onde foi aplaudido de pé. Em janeiro de 2014, Les Garçons et Guillaume, à table! foi indicado a dez categorias no César e venceu cinco, incluindo as categorias de melhor filme e melhor primeiro filme.

### Prêmios e indicações
| Prêmio                           | Categoria                                            | Recipiente                                       | Resultado |
| -------------------------------- | ---------------------------------------------------- | ------------------------------------------------ | --------- |
| 19.º Prêmio Lumière              | Melhor primeiro filme                                | Melhor primeiro filme                            | Venceu    |
| 19.º Prêmio Lumière              | Melhor ator                                          | Guillaume Gallienne                              | Venceu    |
| 39.º César                       | Melhor filme                                         | Melhor filme                                     | Venceu    |
| 39.º César                       | Melhor primeiro filme                                | Melhor primeiro filme                            | Venceu    |
| 39.º César                       | Melhor diretor                                       | Guillaume Gallienne                              | Indicado  |
| 39.º César                       | Melhor ator                                          | Guillaume Gallienne                              | Venceu    |
| 39.º César                       | Melhor atriz secundária                              | Françoise Fabian                                 | Indicado  |
| 39.º César                       | Melhor adaptação                                     | Guillaume Gallienne                              | Venceu    |
| 39.º César                       | Melhor montagem                                      | Valérie Deseine                                  | Venceu    |
| 39.º César                       | Melhor som                                           | Marc-Antoine Beldent, Loic Prian, Olivier Do Huu | Indicado  |
| 39.º César                       | Melhor figurino                                      | Olivier Beriot                                   | Indicado  |
| 39.º César                       | Melhor direção de arte                               | Sylive Olive                                     | Indicado  |
| Deauville American Film Festival | Prix Michel d'Ornano (Melhor primeiro filme francês) | Guillaume Gallienne                              | Venceu    |